# Fratel
Fratel ist eine Gemeinde (Freguesia) im portugiesischen Kreis Vila Velha de Ródão. In ihr leben 500 Einwohner (Stand 19. April 2021).